# Khởi nghĩa Khăn Vàng
Khởi nghĩa Khăn Vàng, tức loạn Hoàng Cân, loạn Huỳnh Cân hay loạn Khăn Vàng (Trung văn giản thể: 黄巾之乱, Trung văn phồn thể: 黃巾之亂, bính âm: Huáng Jīn zhī luàn, âm Hán-Việt: Hoàng Cân chi loạn), là một cuộc khởi nghĩa nông dân chống lại nhà Hán vào năm 184. Cuộc khởi nghĩa có tên này là do các lãnh tụ và binh lính khởi nghĩa đeo khăn vàng trên đầu. Cuộc khởi nghĩa này có liên hệ với phái đạo Lão bí mật và là một trong những mốc quan trọng trong lịch sử đạo Lão.

## Nguyên nhân bùng nổ
Cuối thời Đông Hán, triều chính mục nát, ngoại thích và hoạn quan thay nhau hoành hành. Khắp nơi đều có tham quan ô lại, thêm vào đó thiên tai lụt lội, hạn hán triều miên. Hán Linh Đế buông lỏng kỷ cương, không dùng người tài. Nghe theo lời khuyên của các hoạn quan Trương Nhượng và Triệu Trung, Linh Đế tăng thuế khóa thêm 10 đồng trên mỗi mẫu ruộng khiến nhân dân phải đóng góp thêm nặng nề, nhằm có thêm tiền xây cất cung điện.
Hoàng tộc và quan lại ăn chơi xa xỉ. Hán Linh Đế ăn tiêu hoang phí, cho áp dụng chính sách mua bán quan chức: chức Tam công bán 10 triệu, tước hầu bán 5 triệu. Những người sau khi bỏ nhiều tiền ra mua chức tước lại càng vơ vét của dân làm giàu.
Trong hoàn cảnh đó, nhân dân bị bóc lột nặng nề vì sưu cao thuế nặng, không được sống yên ổn từ gần 100 năm đã vùng dậy phản kháng theo sự kêu gọi của anh em Trương Giác.

## Thủ lĩnh và đệ tử
Cầm đầu khởi nghĩa Khăn Vàng là Trương Giác và 2 người em là Trương Bảo và Trương Lương. Về thứ tự của Trương Bảo và Trương Lương, các sách sử ghi khác nhau: Hậu Hán thư và Tư trị thông giám đều ghi Trương Bảo là anh hai, Trương Lương là em thứ ba; còn Cửu châu xuân thu và Hậu Hán kỷ lại ghi Trương Lương là anh hai, Trương Bảo là em thứ ba.
Ba anh em họ Trương dùng phương thức ma thuật hoặc thuật thôi miên, vẽ bùa niệm chú chữa bệnh cứu người, lấy được lòng tin của nhiều người trong thiên hạ. Trương Giác hành nghề chữa bệnh sau hơn 10 năm, nhân danh dùng Đạo giáo tập hợp được rất nhiều tín đồ. Cách dùng lý thuyết của Lão Tử tập hợp quần chúng của Trương Giác bị sử sách chính thống thời phong kiến gọi là "giả thác đại đạo, mê hoặc tiểu dân". Tôn giáo mà Trương Giác tôn thờ còn được gọi bằng những tên khác như đạo Thiên sư, đạo Thái bình.
Trước tình hình nhà Hán ngày càng suy yếu và mục nát và mất lòng tin của nhân dân cực khổ, anh em Trương Giác quyết định phát động quần chúng nổi dậy nhằm lật đổ chính quyền Đông Hán.
Ảnh hưởng của anh em Trương Giác ngày càng rộng. Các đệ tử của họ có khắp nơi. Ông kết nạp được 36 vạn giáo chúng, cứ 1 vạn người thì lập thành 1 "phương", mỗi phương đặt ra 1 đại soái. Ba mươi sáu phương đó được phân bố ở 8 trong tổng số 12 châu lớn của lãnh thổ nhà Đông Hán là Thanh, U, Từ, Ký, Kinh, Dương, Duyện, Dự.

## Trương Giác khởi sự, nhà Hán lo đối phó
Để chuẩn bị khởi sự chống nhà Đông Hán, Trương Giác sai người liên kết với hai viên Trung thường thị trong cung Hán Linh Đế là Phong Tư và Từ Phụng. Hai người này xin làm nội ứng cho Trương Giác.
Trương Giác dự định khởi binh đồng loạt trên cả tám châu vào ngày 5 tháng 3 âm lịch năm 184. Tất cả các giáo chúng đều chít khăn vàng trên đầu làm hiệu, vì vậy lực lượng này được gọi là quân Khăn Vàng. Để tăng cường tuyên truyền làm giảm uy tín của nhà Hán, tăng uy thế cho mình, Trương Giác sai người phao tin trong dân gian: "Thương thiên dĩ tử, hoàng thiên đương lập. Tuế tại Giáp Tí, Thiên hạ đại cát" (tiếng Trung: 蒼天已死，黃天當立，歲在甲子，天下大吉; nghĩa đen 'Trời xanh đã hết', 'Trời vàng nên dựng. Đúng năm Giáp Tí (184)', 'Thiên hạ đại cát') (ứng với màu vàng của mình).
Nhưng khi Trương Giác chưa kịp khởi sự thì một đệ tử là Đường Chu phản lại ông, bí mật tố giác với triều đình nhà Hán. Nhân việc này Lang trung Trương Câu dâng thư lên Hán Linh Đế kể tội "thập thường thị" do Trương Nhượng đứng đầu, cho rằng sở dĩ nhân dân theo Trương Giác chống triều đình vì thập thường thị và những người nhà làm quan lại các châu quân bóc lột dân chúng quá nặng, do đó nên bắt chém hết thì sẽ yên thiên hạ. Nhưng vua Hán nhận được bản tâu của Trương Câu lại mang cho Trương Nhượng xem. Trương Nhượng cùng thập thường thị vội tạ tội và xin cống hiến gia tài phục vụ cho việc đánh dẹp. Hán Linh Đế bèn xá miễn cho Trương Nhượng và các hoạn quan, rồi gọi Trương Câu vào mắng.
Trương Câu lại dâng tờ tấu nữa với nội dung tương tự. Trương Nhượng và các hoạn quan bèn giữ tờ tâu lại không đưa lên trình vua nữa. Hán Linh Đế nghe theo Trương Nhượng, bèn sai đình úy truy tìm những người đồng đảng tham gia đạo Thái Bình với Trương Giác. Quan Ngự sử chiều ý Trương Nhượng bèn sai người vu cáo Trương Câu học đạo Thái Bình, vì vậy Linh Đế hạ lệnh bắt Trương Câu giam vào ngục. Không lâu sau Trương Câu bị bức tử trong ngục.
Nhờ sự tố cáo của Đường Chu, ngoại thích - Đại tướng quân Hà Tiến sai quân bắt người phụ trách các đệ tử của Trương Giác tại Lạc Dương là Mã Nguyên Nghĩa mang xé xác. Hoạn quan Phong Tư và Từ Phụng cũng lập tức bị bắt bỏ ngục. Đồng thời, hơn 1000 đệ tử của Trương Giác ở kinh thành bị bắt giam và giết chết.
Biết việc bị lộ, Trương Giác phải khởi sự gấp gáp ngay trong tháng 2 năm đó.

## Diễn biến

### Sự lan rộng của Khăn Vàng
Ngày nổi dậy, Trương Giác tự xưng là Thiên công tướng quân, Trương Bảo tự xưng là Địa công tướng quân, Trương Lương tự xưng là Nhân công tướng quân. Trong quân may cờ màu vàng làm hiệu.
Quân Khăn Vàng đồng loạt nổi lên tấn công vào các thôn trang, gặp nha môn là đốt phá. Các đầu mục tại các địa phương chia nhau tấn công các nơi dưới quyền các tướng: Trương Mạn Thành, Trương Ngưu Giác, Lý Đại Mục, Trương Trượng Bát, Đào Bình Hán, Lôi Công, Bạch Tước, Ba Tài. Các quan lại địa phương của nhà Hán hầu như không dám chống cự. Chỉ trong không đầy 10 ngày, người trong thiên hạ hưởng ứng rất nhiều, kinh đô Lạc Dương chấn động.
Trước tình hình nguy cấp, Tả trung lang tướng Hoàng Phủ Tung kiến nghị Hán Linh Đế bỏ lệnh cấm và xá tội cho các lực lượng quần chúng bị xem là "bè đảng" trong xã hội để giảm sự bất bình của họ; đồng thời thưởng tiền cho tướng sĩ để khuyến khích họ ra trận lập công. Đại thần Lã Cường cũng có kiến nghị tương tự. Các kiến nghị này của được Linh Đế chấp thuận.
Hán Linh Đế theo đề nghị của Đại tướng quân Hà Tiến, phái 3 tướng là Bắc trung lang tướng Lư Thực, Tả trung lang tướng Hoàng Phủ Tung và Hữu trung lang tướng Chu Tuấn ra mặt trận đánh dẹp. Lư Thực được cử lên Ký châu, Hoàng Phủ Tung và Chu Tuấn được cử đi Dự châu.

### Mặt trận phía nam
Hoàng Phủ Tung và Chu Tuấn điều động tập hợp kị binh 5 hiệu và chiêu mộ thêm binh sĩ, tổng cộng được 40 vạn người. Hai tướng chia nhau suất lĩnh một cánh quân ra đánh quân Khăn Vàng ở Dĩnh Xuyên.
Hoàng Phủ Tung và Chu Tuấn bị tướng Khăn Vàng là Ba Tài đánh bại trận đầu, bèn lui về giữ Trường Xã. Quân Khăn Vàng kéo tới bao vây. Quân Khăn Vàng phần đông là nông dân mới vào quân, chưa quen chiến đấu chuyên nghiệp, chỉ tác chiến ban ngày tới đêm thì ngủ. Một nhược điểm nữa của quân Khăn Vàng là chủ tướng Ba Tài không biết tìm chỗ đóng quân hợp lý, lại chọn nơi đồng cỏ khô đóng đồn trại.
Vì vậy Hoàng Phủ Tung quyết định đánh tập kích vào ban đêm khi quân Khăn Vàng đang nghỉ ngơi không kịp trở tay. Nhân gió đêm đó có gió, Hoàng Phủ Tung dùng hỏa công đánh vào doanh trại địch, đồng cỏ khô cháy dữ dội, quân Khăn Vàng bị phá tan, thiệt hại hàng vạn người.
Ba Tài mang tàn quân bỏ chạy tới Dương Hoắc. Hoàng Phủ Tung và Chu Tuấn thừa thắng mang quân đuổi theo. Hoàng Phủ Tung tiếp tục đánh thắng quân Khăn Vàng tại Nhữ Nam, nước Trần, truy kích Ba Tài. Sau đó Hoàng Phủ Tung đánh tướng Khăn Vàng khác là Bành Thoát, liên tục thắng lợi, đoạt lại được 3 quận.
Tháng 8 năm đó, Hoàng Phủ Tung đụng độ tướng Khăn Vàng là Bốc Dĩ ở Thương Đình. Ông phá tan quân Bốc Dĩ, giết hơn 7000 người.

### Mặt trận phía bắc
Ở mặt trận phía bắc vùng Ký châu, Trương Giác chiếm giữ Quảng Tông, khống chế trung tâm Hà Bắc. Tướng Lư Thực mang quân tới giao chiến. Dù quân ít hơn nhưng Lư Thực vẫn bao vây được Quảng Tông. Hai bên giằng co nhiều ngày chưa phân thắng bại.
Hán Linh Đế sai hoạn quan Tả Phong đi thị sát Lư Thực. Tả Phong đòi Lư Thực hối lộ, Lư Thực không chịu đáp ứng. Vì vậy Tả Phong về vu cáo với Hán Linh Đế rằng lẽ ra quân Hán có thể diệt được Trương Giác nhưng Lư Thực không hết sức đánh trận nên chiến sự kéo dài.
Hán Linh Đế nghe theo Tả Phong, bèn sai sứ đến Quảng Tông cách chức, bắt giam Lư Thực, cử Đông trung lang tướng Đổng Trác ra thay. Tuy nhiên Đổng Trác cũng không thắng được Trương Giác, bị Trương Giác đánh bại. Hán Linh Đế bèn lệnh phái Hoàng Phủ Tung lên mặt trận phía bắc.
Tam quốc diễn nghĩa kể rằng khi Đổng Trác bị đánh bại đã được ba anh em Lưu Bị, Quan Vũ, Trương Phi cứu thoát.
Giữa lúc chiến sự chưa phân thắng bại thì Trương Giác lâm bệnh qua đời. Trương Lương lên thống lĩnh quân sĩ.
Hoàng Phủ Tung giữ vững trận thế, không ra mặt đối địch với Trương Lương. Chờ khi quân Khăn Vàng lơi lỏng, Hoàng Phủ Tung mới bất ngờ tập kích Trương Lương lúc rạng sáng khiến quân địch không kịp trở tay. Kết quả trận Quảng Tông, Trương Lương cùng quân Khăn Vàng bị giết 7 vạn người, ngoài ra có hơn 5 vạn quân Khăn Vàng nhảy xuống sông chết đuối. Hơn 3 vạn xe quân nhu của quân Khăn Vàng bị quân Hán thiêu hủy. Quân chủ lực Khăn Vàng tan vỡ. Hoàng Phủ Tung tìm đến mộ Trương Giác, sai quân băm xác, chặt đầu mang về Lạc Dương dâng Hán Linh Đế.
Các thủ lĩnh Khăn Vàng chỉ còn lại Trương Bảo. Tháng 11 năm 184, Trương Bảo chạy về Hạ Khúc Dương. Hoàng Phủ Tung mang quân đuổi theo, lệnh cho Thái thú Cự Lộc là Phùng Dực cùng hợp lực truy kích. Hai cánh quân phối hợp đại phá quân Khăn Vàng ở Khúc Dương. Trương Bảo bị quân Hán bắt và mang chém. Số quân Khăn Vàng bị giết tại Hạ Khúc Dương lên tới hàng chục vạn người, được chôn chung ở phía nam thành Hạ Khúc Dương thành ngôi mộ rất lớn (kinh quan).
Cả ba anh em Trương Giác đều chết, lực lượng Khăn Vàng khởi sự ban đầu bị dẹp. Tuy nhiên, các thủ hạ của Trương Giác vẫn tiếp tục chống lại nhà Hán trong nhiều năm sau.

## Tàn dư

### Uyển Thành
Lực lượng tàn dư của Khăn Vàng còn khá mạnh. Trương Man Thành khởi binh tại Nam Dương, tự xưng là Thần thượng sứ, có vài vạn quân, đánh phá quận giết chết Thái thú Chử Cống, chiếm lĩnh Uyển Thành. Thái thú mới quận Nam Dương là Tần Hiệt mang quân tới giao phong chém chết Trương Man Thành.
Thủ hạ của Man Thành là Triệu Hoằng được tôn làm tướng, tập hợp được vài vạn quân. Các tướng nhà Hán là Chu Tuấn cùng Thứ sử Kinh châu là Từ Cù và Thái thú Nam Dương là Tần Hiệt hợp binh được 18.000 người cùng tấn công Triệu Hoằng. Ba tướng vây đánh từ tháng 6 đến tháng 8 năm 185, cuối cùng Chu Tuấn công phá được Uyển Thành, giết chết Triệu Hoằng.
Quân Khăn Vàng lại tôn Hàn Trung làm tướng, tái chiếm Uyển Thành. Quân Hán ít hơn, Chu Tuấn bèn cho mở vòng vây, cắm doanh trại và dựng núi đất đối diện với thành. Ông cho quân làm nghi binh giả cách muốn đánh mặt nam, quân Khăn Vàng dồn quân ra ứng chiến. Chu Tuấn tự mình lĩnh 5000 tinh binh tấn công phía đông bắc. Quân Hán hăng hái trèo lên mặt thành đánh vào trong. Hàn Trung vội bỏ chạy vào trong Tiểu thành cố thủ, sau đó liệu thế không chống được bèn sai người ra cầu xin đầu hàng.
Các tướng định cho Hàn Trung đầu hàng. Chu Tuấn không nghe, cho rằng làm như vậy là dung túng cho kẻ làm loạn khiến loạn lạc không dứt và thúc quân công phá nhưng liên tiếp mấy tháng không hạ được. Sau khi suy nghĩ, Chu Tuấn hiểu ra rằng Hàn Trung bị dồn đường cùng nên liều chết kháng cự; vì vậy ông dự định cởi bỏ vòng vây cho Hàn Trung chạy ra rồi sẽ truy kích.
Hàn Trung thấy vòng vây được mở, bèn mang quân ra ngoài. Chu Tuấn thừa cơ tấn công, đại phá quân Khăn Vàng, truy kích hơn 10 dặm, giết hơn 1 vạn người. Hàn Trung không chống cự được đành phải đầu hàng, bị Tần Hiệt giết chết.
Những người còn lại của Khăn Vàng lại tập hợp tôn Tôn Hạ làm chủ, lại chiếm đóng Uyển Thành. Chu Tuấn tấn công lần thứ 3, hạ được thành. Tôn Hạ bỏ chạy, Chu Tuấn lại truy kích giết hơn 1 vạn người nữa. Quân Khăn Vàng tan vỡ chạy tứ tán.

### Ích châu
Sang năm 186, quân Khăn Vàng vẫn không chấm dứt hoạt động, nông dân tại các vùng bị bóc lột nặng nề vẫn nổi lên theo các tướng Khăn Vàng chống triều đình, tập hợp từng nhóm nhỏ thì 6000-7000 người, nhiều thì 2-3 vạn người.
Tại Ích châu, Thứ sử Khước Kiệm áp dụng chính sách thuế khoá hà khắc khiến người dân bất mãn, tàn dư quân Khăn Vàng đánh phá nhiều nơi. Tướng Khăn Vàng là Mã Tương, Triệu Chi lấy thành Miên Trúc làm căn cứ, thu phục được khá nhiều dân chúng, dần dần có 1 vạn người. Quân Khăn Vàng giết chết tướng nhà Hán là Lý Thăng và đánh phá Lạc huyện. Sau đó thứ sử Khước Kiệm ra giao chiến cũng bị tử trận. Quân Khăn Vàng đánh phá các quận Quảng Hán, Kiện Vi.
Lưu Yên được bổ nhiệm làm Ích châu mục, đến nhiệm sở bèn thực hiện chính sách khoan dung, vỗ về dân chúng và tranh thủ sự ủng hộ của các quý tộc địa phương.
Nghe quận Kiện Vi cấp báo, Lưu Yên sai Tùng sự Ích châu là Giả Long ra kháng cự, ngăn chặn được Mã Tương lấn ra xung quanh. Sau đó Lưu Yên tự mình dẫn quân chủ lực ra trận, giết chết Mã Tương, lấy lại thành Miên Trúc, dẹp yên được quân Khăn Vàng ở Ích châu.

### Hắc Sơn – Thanh châu
Sau khi Trương Ngưu Giác tử trận, thủ hạ là Chử Phi Yến kế tục làm đầu mục, đổi họ tên là Trương Yên, tự tập hợp được vài chục vạn quân. Quân Trương Yên là mạnh nhất trong các lực lượng tàn dư Khăn Vàng. Trương Yên chiếm cứ Hắc Sơn, có hàng chục vạn người đi theo, nhà Hán không thể chế ngự được.
Năm 191, cánh quân Khăn Vàng ở Thanh châu có 30 vạn người tiến vào quận Bột Hải, định liên hợp với quân của Trương Yên ở Hắc Sơn. Sứ quân ở Bình Nguyên là Công Tôn Toản mang 2 vạn quân đón đánh ở Đông Quang. Quân Khăn Vàng bị thua lớn, thiệt hại 3 vạn người, phải bỏ lại xe cộ và lương thực trốn sang sông. Công Tôn Toản nhân lúc quân Khăn Vàng sang nửa chừng bèn thúc quân truy sát, dìm chết vài vạn quân Khăn Vàng nữa. Có 7 vạn quân đầu hàng Công Tôn Toản.
Cùng năm, nhân lúc quân Hắc Sơn không liên kết được với quân Thanh châu, quân phiệt Tào Tháo mang quân đánh nhau với quân Khăn Vàng tại Hắc Sơn. Quân khởi nghĩa tuy đông nhưng ô hợp, bị Tào Tháo dùng kế đánh bại.
Dù bại trận song lực lượng Khăn Vàng còn mạnh. Quân Khăn Vàng chiếm lĩnh Đông quận. Năm 192, quân khởi nghĩa tổ chức phản công. Tào Tháo dùng số quân nhỏ cố thủ ở phía đông Vũ Dương, tự mình mang quân chủ lực tập kích căn cứ Đông quận của địch, chiếm được thành.
Không lâu sau, cánh quân Khăn Vàng từ Thanh châu lại mạnh, tổ chức tấn công Duyện Châu, giết chết thứ sử Lưu Đại. Theo lời đề nghị của Bão Tín, Tào Tháo mang quân đến cứu Duyện châu. Ông cùng quân Khăn Vàng quyết chiến tại Thọ Dương. Bão Tín giao chiến bị tử trận. Tào Tháo mang 1000 quân tập kích doanh trại địch nhưng quân Khăn Vàng đã đề phòng khiến ông suýt bị bắt sống.
Thấy không thể dùng chiến thuật đánh nhanh, Tào Tháo đổi hướng, đánh chắc từng phần. Ông áp dụng chiến thuật tiêu hao từng bước, quân Khăn Vàng phải lùi dần. Sau cùng, Tào Tháo dồn quân Khăn Vàng vào Tế Bắc và bao vây. Khi đó phía sau lưng quân Khăn Vàng là Thanh châu và Ký châu do Viên Thiệu chiếm giữ. Sau một thời gian, quân Khăn Vàng bị tuyệt lương, không còn đường chạy nên phải đầu hàng. Tào Tháo thu hàng 30 vạn người, từ đó trở thành lực lượng hùng hậu. Việc thu phục chứ không tàn sát quân Khăn Vàng của Tào Tháo khiến ông được đánh giá cao hơn Hoàng Phủ Tung trong việc dẹp yên lực lượng này.
Tháng 3 năm 193, quân Khăn Vàng ở Hắc Sơn do Trương Yên và Can Độc cầm đầu liên kết với binh chúng nổi dậy ở Ngụy quận (Ký châu) cùng đánh chiếm Nghiệp Thành, giết chết Thái thú. Vùng đất thuộc quyền sứ quân Viên Thiệu quản lý. Tháng 6 năm đó, Viên Thiệu ra quân đánh vào khe Thương Nhan, núi Cự Tràng, Triều Ca. Sau 5 ngày giao chiến, Can Độc và hơn 1 vạn thủ hạ bị quân Viên Thiệu giết chết.
Viên Thiệu men theo núi tiến quân, lần lượt đánh phá các cánh quân của Trương Bát, Lưu Thạch, Thành Ngưu Giác, Hoàng Long, Quách Đại Hiền, Lý Đại Mục, Vu Đê Căn. Hàng vạn quân Khăn Vàng bị giết, các doanh trại bị Viên Thiệu san bằng.
Lúc đó Lã Bố đang nương nhờ Viên Thiệu, được sai mang quân sang Thường Sơn giao tranh với Trương Yên. Lã Bố cưỡi ngựa Xích thố, mỗi ngày cùng vài chục thủ hạ xông thẳng vào trại địch ba bốn lần. Sau hơn 20 ngày, quân Trương Yên thua tan tác. Trương Yên rút về cố thủ, sau đó nản lòng, cuối cùng nhận sự chiêu an của triều đình, được phong làm Bình nam trung lang tướng, coi việc quân ở Hà Bắc.
Về sau Trương Yên lại cất quân chống triều đình. Triều đình bổ nhiệm Chu Tuấn làm Thái thú Hà Nội, mang quân đánh bại được Trương Yên.
Trương Yên vẫn không hoàn toàn chịu thần phục, sau này lại chiếm cứ Hắc Sơn, thanh thế có hàng chục vạn quân. Năm 199, sứ quân Công Tôn Toản giao tranh với Viên Thiệu bị vây tại Dịch Kinh, bèn sai em là Công Tôn Tục sang Hắc Sơn cầu cứu Trương Yên. Trương Yên nhận lời, dẫn 10 vạn quân chia làm 3 đường đi cứu Công Tôn Toản. Quân cứu viện sắp đến, hẹn Công Tôn Toản đến giờ đốt lửa làm hiệu sẽ cùng giáp công trong ngoài. Nhưng thư bị Viên Thiệu bắt được. Thiệu bèn đốt lửa lừa Công Tôn Toản ra quân rồi phục binh đánh giết. Công Tôn Toản thất bại tự sát. Trương Yên thấy vậy lui binh.
Sau trận Quan Độ (200), thế lực quân phiệt Tào Tháo ngày càng hùng mạnh, Viên Thiệu suy yếu đi nhiều. Viên Thiệu chết (202), các con là Viên Đàm và Viên Thượng tranh quyền. Năm 204, khi Tào Tháo mang quân đánh các con Viên Thiệu là Viên Đàm và Viên Thượng, Trương Yên ở Hắc Sơn sai sứ đến liên lạc với Tào Tháo tỏ ý quy phục, được phong làm Bình bắc tướng quân.
Mùa hè năm 205, thế lực anh em họ Viên ngày càng suy kiệt, Trương Yên chính thức đầu hàng Tào Tháo, được phong làm An Quốc đình hầu. Hoạt động của quân Khăn Vàng từ khi Trương Giác phát động chỉ trong vài tháng, nhưng những người đi sau duy trì thêm hơn 20 năm nữa.

## Hậu quả
Tuy khởi nghĩa Khăn Vàng thất bại trong việc lật đổ nhà Hán, nhưng đã phát động cuộc chiến tranh với quy mô khá rộng trên lãnh thổ Trung Quốc đương thời, khiến nhà Hán ngày càng suy sụp. Các tướng lĩnh quân phiệt nhân cơ hội suy vi của nhà Hán bắt đầu ly khai và xây dựng lực lượng riêng vì mục đích cá nhân, gây thành cuộc chiến quân phiệt kéo dài cho tới khi nhà Hán sụp đổ hơn 30 năm sau (220).
Trên toàn bộ chiến trường dẹp Khăn Vàng trong năm 184, Hoàng Phủ Tung đóng vai trò lớn nhất, trên cả mặt trận phía bắc và phía nam. Trong khi các tướng Lư Thực không thắng trận, Đổng Trác bại trận thì những thắng lợi quyết định của quân Hán đều gắn với tên tuổi Hoàng Phủ Tung.
Tuy nhiên, Hán Linh Đế chỉ tin yêu các hoạn quan, không coi Hoàng Phủ Tung là có công đầu trong việc dẹp Khăn Vàng, mà lại ghi công đầu cho Trương Nhượng, người không có công ngoài mặt trận.
Hoàng Phủ Tung được thăng làm Tả quân Kỵ tướng quân, Châu mục Ký châu, tước Hòe Lý hầu, thực ấp 8000 hộ. Chu Tuấn được phong làm Trấn tặc trung lang tướng; sau khi dẹp được tàn dư Khăn Vàng được thăng làm Hữu xa kỵ tướng quân, tăng ấp lên 5000 hộ, cải phong làm Tiền Đường hầu.
Ngoài các tướng kỳ cựu của triều đình, trong việc đánh dẹp anh em Trương Giác có sự tham gia của những tướng lĩnh trẻ tuổi mới xuất hiện. Tuy họ chưa đóng vai trò chủ chốt trong cuộc chiến này nhưng bắt đầu bước vào chính trường và về sau trở thành những người có vai trò quan trọng trên chính trường cuối Đông Hán đầu Tam Quốc như Tào Tháo, Lưu Bị và Tôn Kiên. Những năm sau, các thế lực quân phiệt ngoài Tào Tháo còn có Viên Thiệu, Công Tôn Toản phải đối phó vất vả nhiều năm với tàn dư Khăn Vàng.

## Nguyên nhân thất bại
Lực lượng Khăn Vàng đông đảo và mạnh mẽ, trải rộng trên lãnh thổ Trung Quốc. Tuy nhiên, trong không đầy 1 năm, anh em Trương Giác nhanh chóng bị đánh bại.
Các sử gia lý giải nguyên nhân thất bại của anh em Trương Giác như sau: người cầm đầu cuộc khởi nghĩa thiếu kiến thức học vấn, không hiểu hoàn cảnh khách quan hiện tại, không có ý niệm về xã hội và lý tưởng về chính quyền sắp tới mà mình sẽ thay thế chính quyền hiện tại ra sao, lại không tập hợp hoặc đào tạo được lực lượng nhân tài làm chính trị và quân sự cho mình.
Anh em Trương Giác được so sánh giống như nhiều thủ lĩnh khởi nghĩa nông dân Trung Quốc sau này như Hoàng Sào và Lý Tự Thành: chỉ vì vô cùng bất mãn trước chế độ đương thời mà nhất thời kích động, "cách mạng để cách mạng", hủy diệt hiện tại nhưng sau đó không rõ xây dựng gì cho tương lai. Ngay từ đầu họ đã nhắm mắt hành động một cách mù quáng nên không tránh khỏi thất bại.
Việc xưng làm Cha của Trời, của Đất và của Người của anh em họ Trương bị các sử gia xem là vừa hài hước và thể hiện sự nông cạn, ấu trĩ trong tư duy của họ. Các lực lượng Khăn Vàng sau này tại Thanh châu, Hắc Sơn dù đông nhưng không được tổ chức tốt nên không đủ mạnh và không có ý tưởng gì mới hơn anh em Trương Giác để thắng các thế lực sứ quân trong cuộc hỗn chiến đương thời.

## Nhân vật tham chiến trọng yếu
|  | - Đông Hán - Hà Tiến (Đại tướng quân, tướng phòng thủ Lạc Dương) - Lư Thực (rút lui) - Đổng Trác (thay thế Lư Thực, bại trận) - Hoàng Phủ Tung (Tả Trung Lang tướng) - Chu Tuấn (Trấn Tặc Trung Lang tướng) - Tào Tháo (Kỵ Đô úy) - Trâu Tĩnh - Lưu Bị - Quan Vũ - Trương Phi - Tần Hiệt (Quận trưởng Nam Dương) - Tôn Kiên (Tá Quân Tư mã) - Từ Cầu (Thứ sử Kinh Châu) - Đào Khiêm (Thứ sử Từ Châu) - Quách Huân (Thứ sử U Châu) (tử trận) - Quách Điển (Thái thú Cự Lộc) - Trương Siêu (Biệt bộ Tư mã) (hậu duệ Trương Lương, không phải em Trương Mạc) - Vương Doãn (Thái thú Nhữ Nam) | - Quân Khăn Vàng - Trương Giác (bệnh chết) - Trương Lương (tử trận) - Trương Bảo (bị Hoàng Phủ Tung, Quách Điển giết) - Triệu Hoằng (bị Chu Tuấn và Thứ sử Kinh Châu Từ Cầu giết) - Hàn Trung, Tôn Hạ (tử trận) - Trương Ngưu Giác (bệnh chết) - Quản Hợi, Từ Hòa, Tư Mã Câu (tử trận) - Mã Nguyên Nghĩa (bị bắt giết từ trước khi khởi sự) - Trương Mạn Thành (bị Tần Hiệt giết) - Ba Tài (bị Hoàng Phủ Tung, Chu Tuấn giết) - Bành Thoát (tử trận) - Bốc Tị, Trương Bá, Lương Trọng Ninh (bị bắt giết) - Mã Tương, Triệu Chi, Vương Đa, Triệu Bá (tử trận) - Hà Nghi, Hà Mạn, Hoàng Thiệu (tử trận) - Lưu Tích, Cung Đô (đầu hàng Lưu Bị) - Chử Yến, Đào Thăng, Dương Phượng (đầu hàng Tào Tháo) - Ngũ Đấu Mễ Đạo - Trương Tu (bị Trương Lỗ ám sát) - Trương Lỗ |

## Trong Tam quốc diễn nghĩa
Cuộc khởi nghĩa của anh em Trương Giác được mô tả trong hồi 1 và hồi 2 tiểu thuyết Tam Quốc diễn nghĩa. Trong quá trình dẹp cuộc nổi dậy này, tác giả La Quán Trung lần lượt giới thiệu các nhân vật chính của tác phẩm như Lưu Bị, Quan Vũ, Trương Phi, Tào Tháo, Tôn Kiên với mục đích nêu bật tài năng của những người đánh dẹp.
Do đứng trên quan điểm lấy nhà Hán làm chính thống, tác giả coi lực lượng anh em Trương Giác là cường khấu, dùng phép yêu thuật khi lâm trận.
Về tàn dư của Khăn Vàng, La Quán Trung chỉ đề cập sâu tới lực lượng Uyển Thành (có sự tham gia đánh dẹp của anh em Lưu Bị), còn lực lượng tại Hắc Sơn và Thanh châu được nói tới khá mờ nhạt.